# Stängda dörrar
Stängda dörrar, eller lyckta dörrar, innebär att en rättegång är belagd med sekretess. I Sverige beslutas detta av domstolen.
Stängda dörrar kan bland annat beslutas för att skydda målsägandens eller de tilltalades identitet och integritet.